# Коле Калцоларо (Перуђа)
Коле Калцоларо је насеље у Италији у округу Перуђа, региону Умбрија.
Према процени из 2011. у насељу је живело 85 становника. Насеље се налази на надморској висини од 365 м.